# Fernando Lund Plantat
Fernando Carlos Lund Plantat es un científico y profesor chileno, licenciado en ciencias, mención física, que ganó el Premio Nacional de Ciencias Exactas de Chile el año 2001. Actualmente es profesor de la Universidad de Chile y miembro del CIMAT.

## Biografía
Fernando es uno de los cuatro hijos del matrimonio Lund Plantat. Su familia llegó a Chile por mano de sus bisabuelos, por un lado la familia Lund hace su arribo a Chile, luego de que su bisabuelo llegara a Sudamérica ,en específico a Perú, contratado por el gobierno de este país, para ser el encargado de construir el puente sobre el Río Rimac. Por otro lado la familia Plantat arriba desde Francia a Panamá, lugar del cual emigran para huir de la fiebre amarilla, lo que los llevó a Argentina y posteriormente a Chile.
Su padre fue un comerciante, vendedor de quesos, mientras que su madre era profesora, la cual enseñaba todo mediante la música, desde niño Fernando Lund estuvo en contacto con la música por su madre y también por su abuela, la cual le cantaba en francés.
Desde niño Fernando Lund fue muy estudioso y le gustaba leer, según sus hermanos siempre fue el mejor durante su educación primaria. es así como junto a sus hermanos fue la primera generación de su familia no solo en ingresar a la universidad, sino que también en terminar la educación secundaria.
Se casó con María Teresa Ruiz, con quien tuvo un hijo a quien dieron el nombre de Camilo.

## Estudios
Destacado alumno durante la enseñanza primaria, lo que lo llevó de intercambio a Estados Unidos cuando cursaba el sexto de humanidades.
Estudio en la Facultad de Ciencias de la Universidad de Chile donde obtuvo el grado de Licenciado en Ciencias con mención en Física en 1971, continuó sus estudios en Estados Unidos en la Universidad de Princeton en donde hizo dos postgrado Master of Science y de Philosophy doctor. También hizo dos estadías luego de sus doctorados una en el instituto Courant de ciencias matemáticas de Nueva York y el otro en el instituto de estudios avanzados de Princeton.

## Vida Académica
En 1978 ingresa a la Universidad de Chile como profesor del departamento de física de la facultad de ciencias y matemáticas, en donde trabaja hasta la fecha en jornada completa de 44 horas semanales. Ha realizado cursos como Física moderna, Mecánica cuántica, Introducción a la Física newtoniana, electrodinámica, mecánica estadística avanzada: materiales amorfos y coloquio sobre “tópicos actuales en la física de materiales: materiales amorfos.”
Su rol como académico se ha destacado por la formación continua de nuevas generaciones de científicos,  dirigiendo 11 tesis y supervisando más de 3 postdoctorados, la mayoría de los alumnos que trabajaron con él tienen actualmente mucho éxito, destacándose como científicos y profesionales.

## Labor Científica
Sus principales investigaciones las ha realizado en el área de la gravitación y relatividad general, mecánica estadística y transiciones de fase, física de los fluidos y acústica y sismología de campo cercano.
A lo largo de su trayectoria ha publicado 75 artículos científicos, de los cuales 60 fueron publicados en revistas internacionales y 15 corresponden a aportes realizados en coloquios o presentaciones a nivel internacional y publicaciones en libros.
Es miembro de la Academia Chilena de Ciencias del instituto de Chile desde el año 1992.
Es miembro de la CIMAT en donde una de sus líneas de investigación es física de materiales con énfasis en sus propiedades mecánicas.

## Publicaciones
Fernando Lund a lo largo de su exitosa carrera ha realizado 75 investigaciones, dentro de los más recientes en los cuales ha participado están:
| Título de la publicación | Año  | Título de la revista                                                                              | Tipo de publicación |
| --- | ---- | ------------------------------------------------------------------------------------------------- | ------------------- |
| Multiple scattering of elastic waves by pinned dislocation segments in a continuum                                                        | 2016 | Wave Motion                                                                                       | ISI/UCH/VID         |
| The Use of Ultrasound to Measure Dislocation Density                                                                                      | 2015 | JOM                                                                                               | SCOPUS;ISI/UCH/VID  |
| Propagation of elastic waves through textured polycrystals: application to ice                                                            | 2015 | Proceedings fo the Royal Society A-Mathematical Physical and Engineerind Sciences                 | ISI;SCOPUS/UCH/VID  |
| Normal modes and acoustic properties of an elastic solid with line defects                                                                | 2015 | Physical Review B                                                                                 | ISI;SCOPUS/UCH/VID  |
| New Horizons for Mechanical Spectroscopy in Materials Science                                                                             | 2015 | JOM                                                                                               | SCOPUS;ISI/UCH/VID  |
| The mechanism of Menshutkin reaction in gas and solvent phases from the perspective of reaction electronic flux                           | 2014 | Journal of Molecular Modeling                                                                     | SCOPUS;ISI/UCH/VID  |
| Experimental study of gravity flow under confined conditions                                                                              | 2014 | International Journal of Rock Mechanics and Mining Sciences                                       | ISI;SCOPUS/UCH/VID  |
| Can Starlike C6Li6 be Treated as a Potential H-2 Storage Material?                                                                        | 2013 | Journal of Physical Chemistry C                                                                   | ISI;SCOPUS/UCH/VID  |
| Shear modulus of an elastic solid under external pressure as a function of temperature: The case of helium                                | 2012 | Physical Review B                                                                                 | ISI;SCOPUS/UCH/VID  |
| Ultrasound as a probe of dislocation density in aluminum                                                                                  | 2012 | Acta Materialia                                                                                   | SCOPUS;ISI/UCH/VID  |
| Insights into the Mechanism of an S(N)2 Reaction from the Reaction Force and the Reaction Electronic Flux                                 | 2012 | Journal of Physical Chemistry A                                                                   | SCOPUS;ISI/UCH/VID  |
| Interaction of elastic waves with dislocations                                                                                            | 2011 | Materials Research Society Symposium Proceedings                                                  | SCOPUS/UCH/VID      |
| Characterization of the melting transition in two dimensions at vanishing external pressure using molecular dynamics simulations          | 2011 | Physical Review B                                                                                 | ISI;SCOPUS/UCH/VID  |
| Surface acoustic waves in interaction with a dislocation                                                                                  | 2010 | Ultrasonics                                                                                       | ISI;SCOPUS/UCH/VID  |
| Ultrasound as a Probe of Plasticity? The Interaction of Elastic Waves with Dislocations                                                   | 2009 | International Journal of Bifurcation and Chaos                                                    | ISI;SCOPUS/UCH/VID  |
| Measuring Dislocation Density in Aluminum with Resonant Ulrasound Spectroscopy                                                            | 2009 | International Joournal of Bifurcations and Chaos                                                  | ISI;SCOPUS/UCH/VID  |
| Reply to "Comment on 'Interaction of a surface wave with a dislocation' "                                                                 | 2009 | Physical Review B                                                                                 | ISI;SCOPUS/UCH/VID  |
| Interaction between elastic waves and prismatic dislocation loops                                                                         | 2009 | Journal of Applied Physics                                                                        | ISI/UCH/VID         |
| Interaction of a surface wave with a dislocation                                                                                          | 2007 | Physical Review B                                                                                 | ISI/UCH/VID         |
| Multiple scattering from assemblies of dislocation walls in three dimensions. Application to propagation in polycrystals                  | 2007 | Journal of the Acoustical Society of America                                                      | ISI/UCH/VID         |
| Propagation of elastic waves through polycrystals: the effects of scattering from dislocation arrays                                      | 2006 | Proceedings fo the Royal Society A-Mathematical Physical and Engineerind Sciences                 | ISI/UCH/VID         |
| Interaction between an elastic wave and a single pinned dislocation                                                                       | 2005 | Physical Review B                                                                                 | ISI/UCH/VID         |
| Elastic wave propagation through a distribution of dislocations                                                                           | 2005 | Materials Science and Engineerind A-Structural Materials Properties Microstructure and Processing | ISI/UCH/VID         |
| Wave propagation through a random array of pinned dislocations: Velocity change and attenuation in a generalized Granato and Lucke theory | 2005 | Physical Review B                                                                                 | ISI/UCH/VID         |